# Масловка (приток Шульги)
Масловка — река в России, протекает в Холмском районе Новгородской области. Устье реки находится в 4 км по левому берегу реки Шульга. Длина реки составляет 11 км. Примерно в километре от устья в Масловку слева впадает приток Лычница. Населённых пунктов на реке нет.

## Данные водного реестра
По данным государственного водного реестра России относится к Балтийскому бассейновому округу, водохозяйственный участок реки — Ловать и Пола, речной подбассейн реки — Волхов. Относится к речному бассейну реки Нева (включая бассейны рек Онежского и Ладожского озера).
Код объекта в государственном водном реестре — 01040200312102000023698.